# Lucy Stephan
Lucy Stephan (Nhill, 10 de diciembre de 1991) es una deportista australiana que compite en remo.
Participó en dos Juegos Olímpicos de Verano, obteniendo una medalla de oro en Tokio 2020, en la prueba de cuatro sin timonel, y el séptimo lugar en Río de Janeiro 2016, en el ocho con timonel.
Ganó cinco medallas en el Campeonato Mundial de Remo entre los años 2013 y 2022.
En 2022 fue condecorada con la Medalla de la Orden de Australia (OAM).

## Palmarés internacional
| Juegos Olímpicos   | Juegos Olímpicos          | Juegos Olímpicos  | Juegos Olímpicos   |
| Año                | Lugar                     | Medalla           | Prueba             |
| ------------------ | ------------------------- | ----------------- | ------------------ |
| 2020               | Tokio (Japón)             | Medalla de oro    | Cuatro sin timonel |
| Campeonato Mundial |                           |                   |                    |
| Año                | Lugar                     | Medalla           | Prueba             |
| 2013               | Chungju (Corea del Sur)   | Medalla de bronce | Cuatro sin timonel |
| 2017               | Sarasota (Estados Unidos) | Medalla de oro    | Cuatro sin timonel |
| 2018               | Plovdiv (Bulgaria)        | Medalla de plata  | Cuatro sin timonel |
| 2019               | Ottensheim (Austria)      | Medalla de oro    | Cuatro sin timonel |
| 2022               | Račice (República Checa)  | Medalla de bronce | Cuatro sin timonel |